# Friedrich I. (Magdeburg)
Friedrich I. († 15. Januar 1152) war Erzbischof von Magdeburg von 1142 bis 1152.

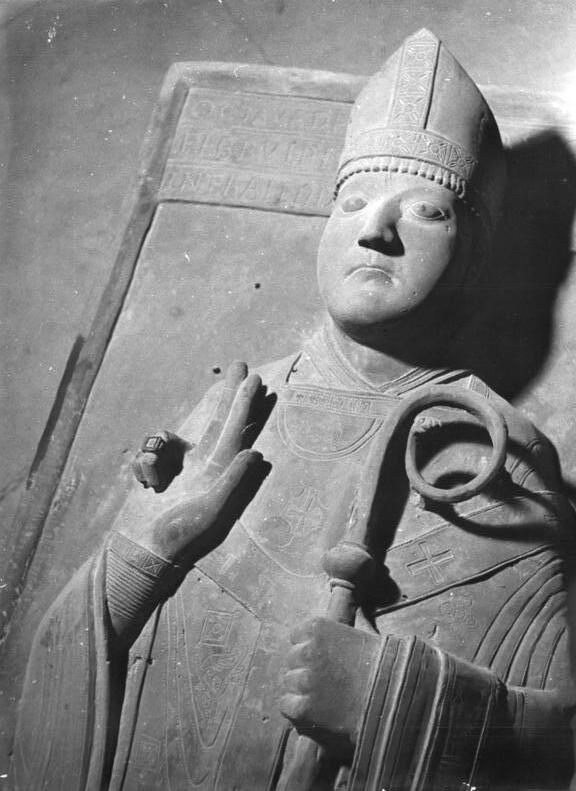

Friedrichs Herkunft ist unbekannt. Vor seiner Wahl Kustos (Domvikar) des Magdeburger Doms und Propst zu Bibra, folgte seinem im Mai 1142 verstorbenen Vorgänger Konrad. Unter ihm wurde das Erzstift und die in seinem Sprengel liegenden geistlichen Stiftungen durch reichliche Schenkungen bedacht, namentlich seitens Albrechts des Bären und des Domherrn Hartwig, Grafen von Stade und späteren Erzbischofs von Bremen. Das wichtigste Ereignis während seines Erzepiskopats ist seine Teilnahme am Wendenkreuzzug 1147. Mit diesem Kriegszug gegen die Wenden wird auch der Abschluss eines Freundschaftsbündnisses Erzbischof Friedrichs und einiger anderer Fürsten mit den polnischen Herzögen Boleslaw IV. und Mieszko III. in Verbindung stehen (Januar 1148). Während seines Erzepiskopats konnte der Havelberger Bischof wieder auf seinen Bischofssitz zurückkehren. Erzbischof Friedrich starb am 15. Januar 1152. Seine Grabplatte aus der bedeutenden Magdeburger Bronzegießerei befindet sich im Magdeburger Dom.